# جکسونویل (ویسکانسین)
جکسونویل (به انگلیسی: Jacksonville) یک منطقهٔ مسکونی در ایالات متحده آمریکا است که در شهرستان مونروو، ویسکانسین واقع شده‌است. جکسونویل ۳۱۰٫۹ متر بالاتر از سطح دریا واقع شده‌است.